# Wahlkreis Kolozsvár I
Der Wahlkreis Kolozsvár I war ein Wahlkreis im Komitat Kolozs für die Wahlen des Abgeordnetenhauses im Ungarischen Reichstag (bis 1867 Landtag genannt).

## Beschreibung
Der Wahlkreis war einer von sechs im Komitat, das im Osten des Königreichs Ungarn lag. Neben dem Wahlkreis Kolozsvár II war er einer der beiden Wahlkreise der Stadt Kolozsvár. Er grenzte im Norden und Westen an den Wahlkreis Gyalu, im Osten an den Wahlkreis Kolozsvár II und im Süden an den Wahlkreis Torda des Komitats Torda-Aranyos. Nach dem Ersten Weltkrieg musste Ungarn das Gebiet durch den Vertrag von Trianon 1920 an das Rumänien abtreten. Der Wahlkreis wurde aufgelöst.

## Abgeordnete
Folgende Abgeordnete wurden bei den Wahlen im Wahlkreis Kolozsvár I gewählt:
| Name               | Partei                                                          | Wahl   | Amtszeit                              |
| ------------------ | --------------------------------------------------------------- | ------ | ------------------------------------- |
| Ferenc Gyergyai    | –                                                               | 1848   | 15. Juli 1848 – 13. August 1849       |
| Imre Mikó          | Deák Párt (Deák-Partei)                                         | 1865   | 14. März 1866 – 9. Dezember 1868      |
| Imre Mikó          | Deák Párt (Deák-Partei)                                         | 1869   | 22. April 1869 – 15. April 1872       |
| János Hajós        | Deák Párt (Deák-Partei)                                         | 1872   | 3. September 1872 – 24. Mai 1875      |
| Manó Péchy         | Szabadelvű Párt (Liberale Partei)                               | 1875   | 30. August 1875 – 29. Juni 1878       |
| Manó Péchy         | Szabadelvű Párt (Liberale Partei)                               | 1878   | 19. Oktober 1878 – 1. Juni 1881       |
| Miklós Bartha      | Függetlenségi Párt (Unabhängigkeitspartei)                      | 1881   | 26. September 1881 – 19. Mai 1884     |
| Sándor Hegedüs     | Szabadelvű Párt (Liberale Partei)                               | 1884   | 27. September 1884 – 25. Mai 1887     |
| Sándor Hegedüs     | Szabadelvű Párt (Liberale Partei)                               | 1887   | 28. September 1887 – 4. Januar 1892   |
| Sándor Hegedüs     | Szabadelvű Párt (Liberale Partei)                               | 1892   | 20. Februar 1892 – 3. Oktober 1896    |
| Sándor Hegedüs     | Szabadelvű Párt (Liberale Partei)                               | 1896   | 25. November 1896 – 5. September 1901 |
| Sándor Hegedüs     | Szabadelvű Párt (Liberale Partei)                               | 1901   | 26. Oktober 1901 – 3. Januar 1905     |
| Mór Pisztóry       | Újpárt (Neue Partei)                                            | 1905   | 17. Februar 1905 – 19. Februar 1906   |
| Mór Pisztóry       | Függetlenségi és 48-as Párt (Unabhängigkeits- und '48er-Partei) | 1906   | 21. Mai – 13. Juli 1906 (†)           |
| István Kecskeméthy | Függetlenségi és 48-as Párt (Unabhängigkeits- und '48er-Partei) | 1906 1 | 10. Oktober 1906 – 21. März 1910      |
| Gusztáv Kálmán     | Nemzeti Munkapárt (Nationale Partei der Arbeit)                 | 1910   | 23. Juni 1910 – 16. November 1918     |
| 1 Nachwahl         |                                                                 |        |                                       |